# Irène Aïtoff
Irène Aïtoff (* 30. Juli 1904 in Saint-Cast-le-Guildo; † 5. Juni 2006 in Paris) war eine französische Pianistin.

## Leben
Aïtoff war die Tochter des russischen Emigranten David Aitoff und Halbschwester von Vladimir Aïtoff. Sie absolvierte ab 1918 das Pariser Konservatorium, wo sie bei Alfred Cortot studierte. Später verfolgte sie nicht eine Karriere als Konzertpianistin, sondern arbeitete vorwiegend als Vocalcoach.
Sie wurde von den Dirigenten Karajan, Solti und Dutoit verpflichtet. Einen Auftritt hatte sie noch am 30. Mai 2002 in Claude Debussys Pelléas et Mélisande in der Opéra-Comique in Paris.

## Diskografie
- Un siècle de mélodies françaises : Chabrier, Gounod, Debussy, Ravel, Poulenc, Satie. Franck Leguérinel, Bariton; Irène Aïtoff, Piano. Arion

| Personendaten    | Personendaten          |
| ---------------- | ---------------------- |
| NAME             | Aïtoff, Irène          |
| KURZBESCHREIBUNG | französische Pianistin |
| GEBURTSDATUM     | 30. Juli 1904          |
| GEBURTSORT       | Saint-Cast-le-Guildo   |
| STERBEDATUM      | 5. Juni 2006           |
| STERBEORT        | Paris                  |